# Acyrthosiphon assiniboinensis
Acyrthosiphon assiniboinensis är en insektsart. Acyrthosiphon assiniboinensis ingår i släktet Acyrthosiphon och familjen långrörsbladlöss. Inga underarter finns listade i Catalogue of Life.